# غاري فاغنر (دي جيه)
غاري فاغنر (بالإنجليزية: Gary Wagner)‏ هو دي جيه أمريكي، ولد في 8 يوليو 1950.